# Erwin Elster

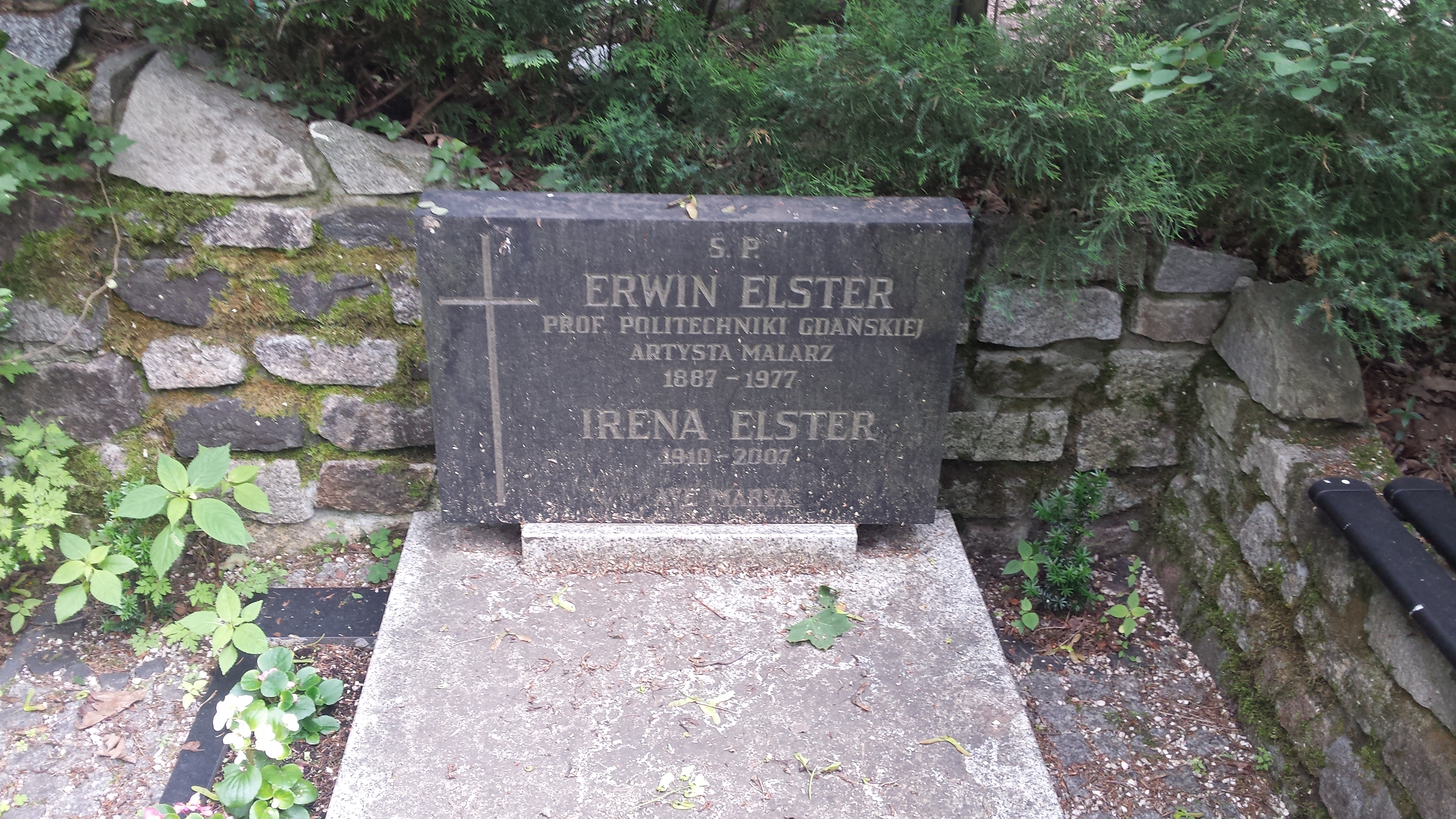
grób Erwina Elstera na Cmentarzu Srebrzysko w Gdańsku

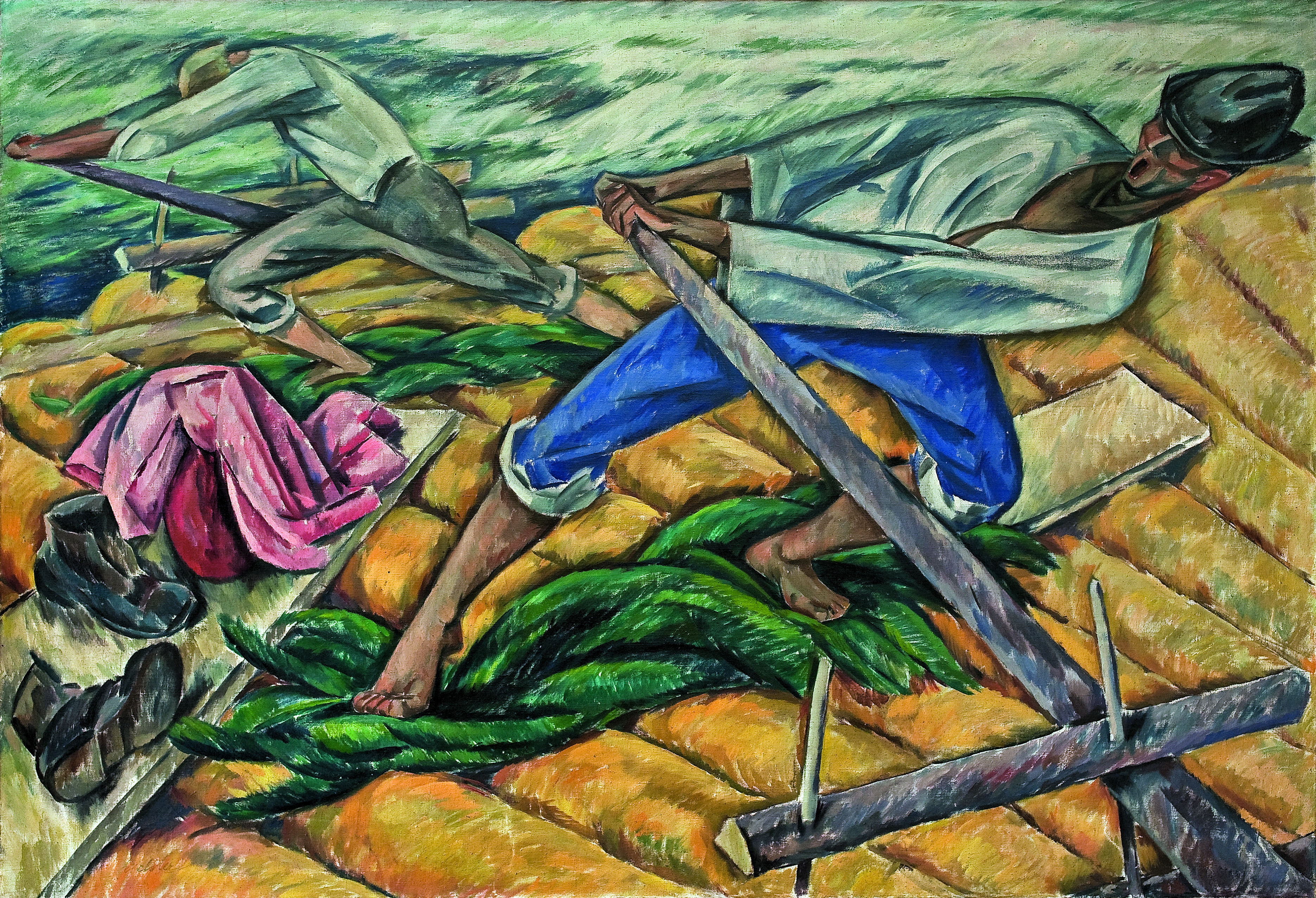
Flisacy (1922)

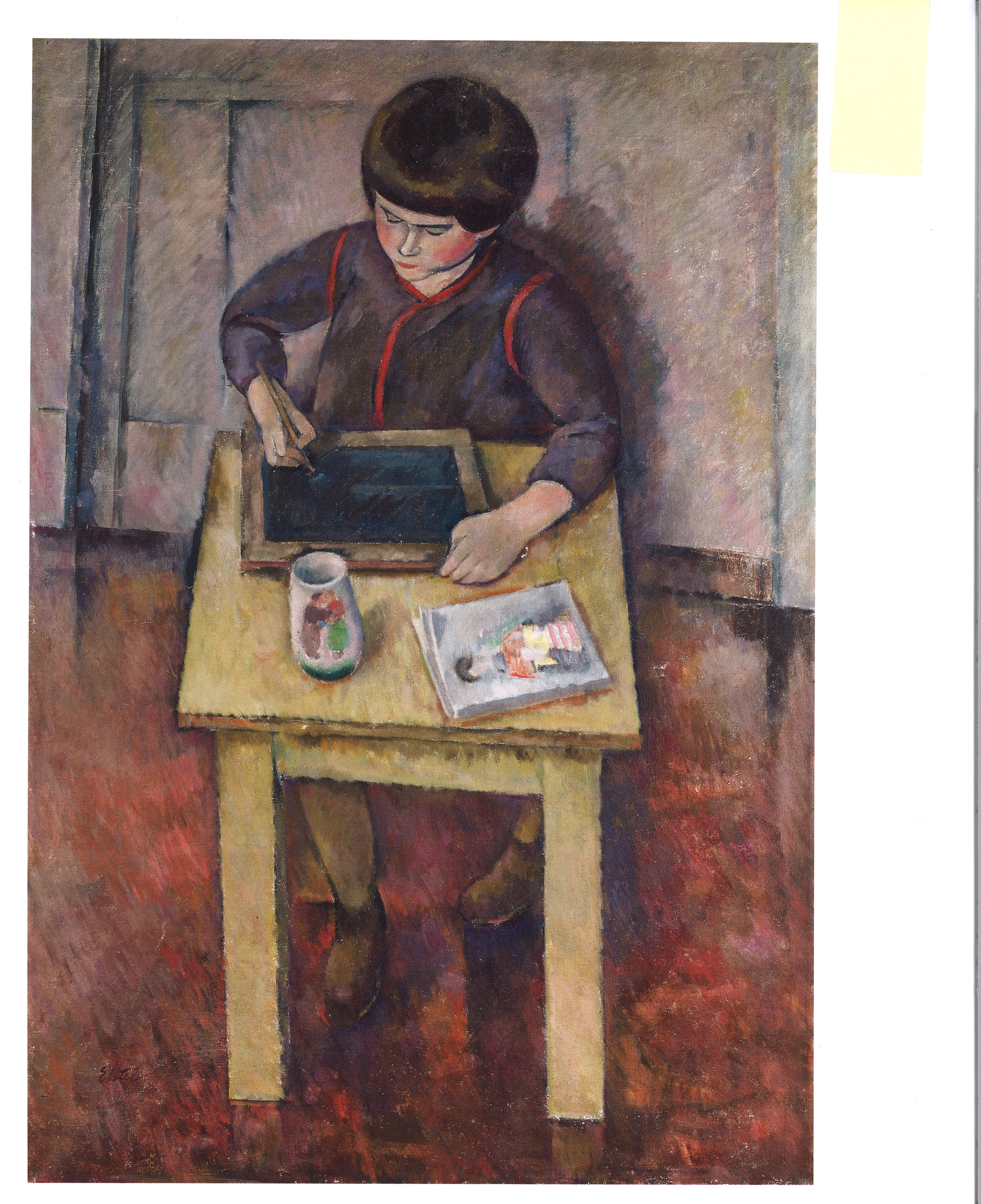
Synek (1923)

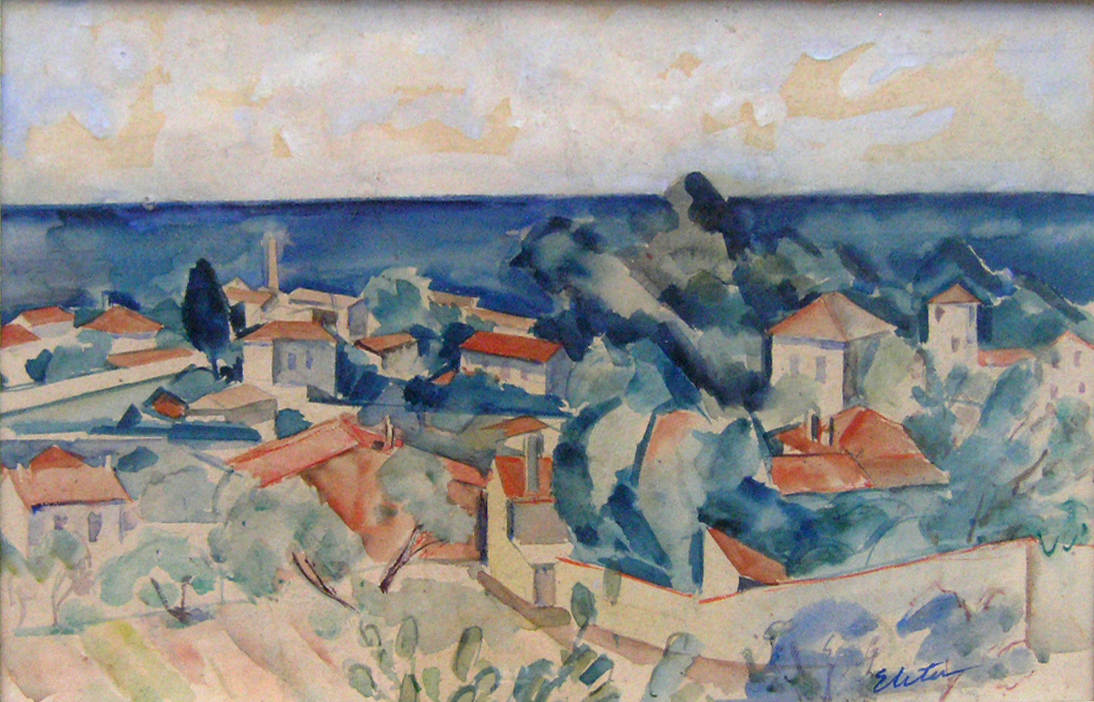
Widok na morze w Saint-Tropez (1925)

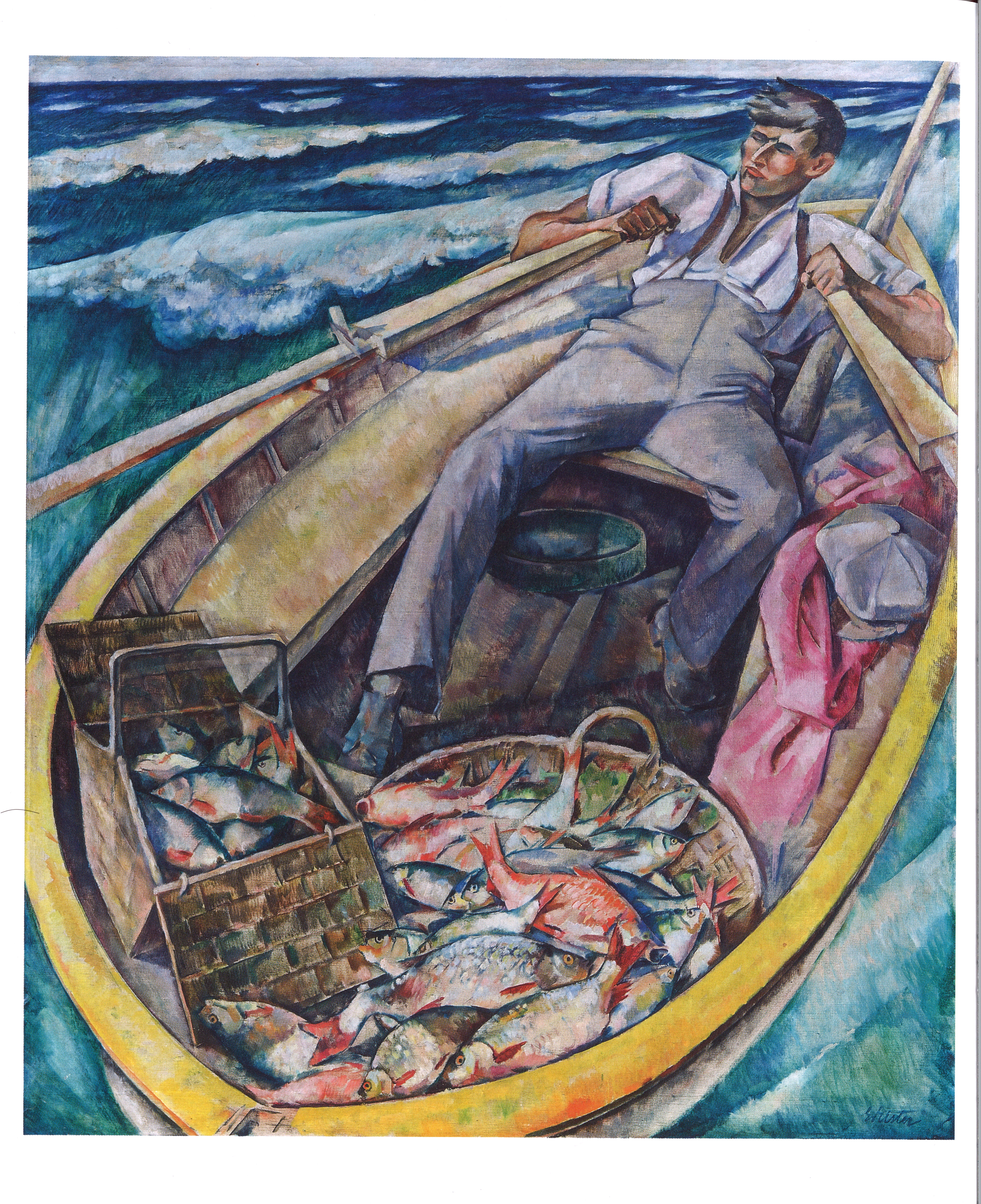
Rybak (1926)

Erwin Elster (ur. 8 maja 1887 w Korszowie koło Stanisławowa, zm. 16 kwietnia 1977 w Gdańsku) – malarz i pedagog, współzałożyciel Towarzystwa Artystów Plastyków „Świt”.

## Życiorys
W latach 1907–1912 kształcił się w krakowskiej Akademii Sztuk Pięknych pod kierunkiem Wojciecha Weissa, Józefa Unierzyskiego, Ferdynanda Ruszczyca oraz Juliana Fałata i Józefa Pankiewicza. Studia malarskie ukończył nagrodzony medalem srebrnym i dwoma brązowymi oraz stypendiami do Włoch i Francji. Przez rok (1912 – 1913) doskonalił swoje umiejętności w Paryżu w Académie de la Grande Chaumière. Po powrocie do Krakowa w 1913, rozpoczął swą drogę artystyczną, podejmując jednocześnie pracę pedagogiczną. Obie te pasje zawsze łączył ze sobą, tworząc i wykładając przez ponad 60 lat.
Okres I wojny światowej artysta spędził w Bystrej koło Bielska, gdzie pozostawał pod artystyczną opieką osiadłego nieopodal Juliana Fałata. Z tego okresu pochodzą impresyjne akwarele oddające uroki regionalnych pejzaży i architektury.
W latach 1919–1954 mieszkał, pracował i tworzył w Poznaniu. Malarstwa i rysunku uczył w Państwowej Szkole Sztuk Zdobniczych i Przemysłu Artystycznego (od 1922) oraz w Państwowej Szkole Budownictwa. Działał również w miejscowym środowisku artystycznym współtworząc w 1921 Towarzystwo Artystów Plastyków „Świt”, z którym wystawiał do 1927. W pierwszym składzie „Świtu” byli: Fryderyk Pautsch, Adam Ballenstaedt, Bronisław Bartel, Wiktor Gosieniecki, Stanisław Jagmin, Mieczysław Lubelski, Władysław Roguski, Stefan Sonnewend, Jan Jerzy Wroniecki. Wystawy Towarzystwa odznaczały się wysokim poziomem artystycznym, działając mobilizująco na rozwijającą się młodą kolonię artystyczną. W latach 20. brał również udział w wystawach: Formistów i krakowskiego Towarzystwa „Sztuka”. Od 1928 związał się z poznańską „Plastyką”, a następnie z grupami „Jednoróg” i „Awangarda” z Krakowa oraz z lwowską „Nową Generacją”.
Po II wojnie światowej współtworzył w Poznaniu struktury Związku Zawodowego Polskich Artystów Plastyków, kontynuował też pracę pedagogiczną na poznańskich uczelniach: jako profesor Państwowej Wyższej Szkoły Sztuk Plastycznych oraz kierując Katedrą Rysunku na Wydziale Budownictwa Szkoły Inżynierskiej. W okresie socrealizmu artysta skupił się na pracy dydaktycznej.
W 1954 przeniósł się do Gdańska, gdzie w Katedrze Malarstwa, Rzeźby i Rysunku na Wydziale Architektury Politechniki Gdańskiej objął stanowisko wykładowcy. W 1957 odznaczony został Krzyżem Kawalerskim Orderu Odrodzenia Polski. Jako profesor nadzwyczajny w 1960 formalnie przeszedł na emeryturę, pracując jednak dalej na uczelni oraz zachowując na jej terenie pracownię malarską. Z okazji 80-lecia urodzin i 65-lecia twórczości artystycznej w 1967 został wyróżniony Nagrodą Ministra Kultury i Sztuki. Zmarł w Gdańsku 16 kwietnia 1977 roku.

## Twórczość
Erwin Elster tworzył w najciekawszym okresie historii polskiego malarstwa. Malował w technice olejnej, akwareli i tuszu lawowanym podejmując różnorodną tematykę. Malował sceny rodzajowe, akty, portrety, martwe natury i pejzaże. Zasadniczy wpływ na kształtowanie się jego postawy artystycznej wywarły estetyczne koncepcje Cézanne’a. Na przestrzeni lat jego sztuka ewoluowała, zmieniając swoje oblicze zwłaszcza w początkowych latach twórczości.
Największe sukcesy artystyczne odnosił w latach 20. XX wieku. Zbliżył się wówczas w swojej twórczości do malarstwa formistów. Poszukiwał jednocześnie własnej koncepcji twórczej, wykorzystując osiągnięcia umiarkowanej postaci kubizmu. Dał się poznać jako twórca ekspresyjnych i dynamicznych kompozycji olejnych o uproszczonych, zgeometryzowanych formach i nasyconej kolorystyce (Flisacy, Rybak, Autoportret, Synek). Za całokształt twórczości został nagrodzony srebrnym medalem na wystawie sztuki Powszechnej Wystawy Krajowej w Poznaniu w 1929. W tamtym czasie wystawiał obrazy (głównie w technice olejnej) o tytułach takich jak: Żeńcy, Robotnicy Fabryczni, Handlarka, Miasteczko, W ogrodzie, Portret Matki, Przy oknie, Kwitnąca jabłoń. Wykonał też kompozycje: Kot w oknie, Kwiaciarka, Balonikarz, Karuzela, Koncert, Martwa natura oraz wiele studiów architektonicznych w technice akwarelowej. Od końca lat 20. obrazy Elstera cechuje wzmocniona paleta, korespondująca z nurtem pojawiającego się wówczas w Polsce koloryzmu. W latach 30. oprócz utrzymywania się w jego malarstwie tendencji kolorystycznych następowało również powolne złagodzenie formy i zbliżanie do natury.
Prawdziwe mistrzostwo osiągnął Elster w akwareli. Znakomicie radził sobie z techniką, w której liczy się precyzja i szybkość podejmowania decyzji, czego dowodem jest choćby cykl prac namalowanych w Saint-Tropez. Podczas pobytu we Francji w 1925 wykonał kilkadziesiąt akwarelowych pejzaży o motywach architektonicznych, ukazując w nich uproszczoną i mocno zgeometryzowaną zabudowę. Francuskie krajobrazy stały się punktem wyjścia dla kolejnych malarskich ujęć, którymi były zabytki polskiej architektury, pejzaż podmiejski, widoki miast i ich zaułki. Studia architektoniczne prowadził podczas letnich podróży wzdłuż Wisły od Krakowa, poprzez Sandomierz, Kazimierz, Płock aż do Torunia. Upodobał sobie również Małopolskę Wschodnią (Biecz, Krzemieniec, Buczacz) i Podole.
W drugiej połowie lat 40., podczas plenerów ze studentami, powstały cykle akwarel z Ziem Odzyskanych (Kłodzko, Paczków, Bystrzyca Kłodzka, Świdnica). Później po przyjeździe do Gdańska częstym motywem obrazów stała się gdańska Starówka. Po wojnie wracał też do malarstwa olejnego tworząc nowe kompozycje figuralno – rodzajowe (cykl – Huśtawki, Gra w karty, Drwale, Wesele Huculskie, Flisacy – kolejne wersje) oraz portrety, wśród których są zdobiące salę Senatu Politechniki Gdańskiej portrety jej trzech pierwszych Rektorów.
Od 1921 brał udział w blisko 30 zbiorowych wystawach krajowych (w Warszawie, Krakowie, Lwowie, Toruniu, Łodzi i Poznaniu). Pod koniec lat 20. wystawiał swoje prace również w Helsinkach, Sztokholmie, Brukseli, Hadze, Amsterdamie, Kopenhadze i Berlinie. Po II wojnie światowej, jako członek ZPAP uczestniczył w kilkunastu wystawach zbiorowych organizowanych głównie w Poznaniu (ostatnia w 1969 – Plastyka Poznańska 25-lecia PRL). Jego obrazy znajdują się w Muzeum Narodowym w Poznaniu i Gdańsku, w Muzeum Śląskim w Katowicach, w Muzeach Okręgowych w Bydgoszczy, Toruniu i Lesznie oraz w Galerii Królewskiej w Kopenhadze (obraz olejny Kot w oknie) i zbiorach prywatnych.
Mimo że przez wiele lat eksponował swoje prace w najbardziej renomowanych ówczesnych galeriach w kraju i za granicą, a jego twórczość była omawiana przez opiniotwórczą krytykę, pierwsza indywidualna wystawa dorobku artysty miała miejsce dopiero w 2010 roku w Gdańsku.
Pochowany na Cmentarzu Srebrzysko w Gdańsku (rejon IX, kwatera profesorów, skarpa, grób 60).

## Wybrane dzieła
- Autoportret, 1921
- Synek, 1921
- Flisacy, 1922
- Cykl akwarel z Saint-Tropez, 1925 https://audiovis.nac.gov.pl/obraz/120090/h:199/
- Kot w oknie, 1926
- Rybak, 1926 https://audiovis.nac.gov.pl/obraz/120089/h:397/
- Handlarka, 1932 https://audiovis.nac.gov.pl/obraz/120082/